# Teen Titans
Teen Titans (též New Teen Titans a Titans) je fiktivní tým dospívajících superhrdinů, vystupující v komiksech amerického vydavatelství DC Comics.
Tři zakládající členové týmu, Kid Flash (Wally West), Robin (Dick Grayson) a Aqualad (Garth), se poprvé objevili v čísle 54 komiksové série The Brave and the Bold v roce 1964. Jejich autory jsou scenárista Bob Haney a kreslíř Bruno Premiani. Samotný tým i jeho název Teen Titans byl premiérově uveden v čísle 60 téhož komiksu, v té době byla součástí skupiny i Wonder Girl (Donna Troy). Obsazení skupiny se v následujících letech různě mění.
Vlastní komiksová série Teen Titans vychází od roku 1966. Mezi lety 1980 a 1996 nesla název New Teen Titans a v letech 1998–2003 pouze Titans.
Na motivy komiksu vznikl v letech 2003–2006 animovaný seriál Teen Titans a v roce 2018 hraný seriál Titans.